# Pesti fonódó villamoshálózat
A pesti fonódó villamoshálózat egy budapesti közlekedésfejlesztési terv, amely a korábban megvalósult budai testvérprojektjéhez hasonlóan a budapesti metróhálózat kiépítésével párhuzamosan a pesti belső kerületekben felszámolt és szétszabdalt villamosvasúti hálózat városközponti részeinek jobb átjárhatóságát kívánja elérni, részben a metróvonalakkal megegyező útvonalakon közlekedő, azok belső, csúcsidőszakban eléggé zsúfolt szakaszait tehermentesítő villamospályák visszaépítésével.

## I. ütem
A terv több lépcsőben valósulna meg, egyelőre csak az I. ütem programja ismeretes, a további lépések még nem egészen kidolgozottak. Az I. ütem célja a Baross tértől (Keleti pályaudvar) a Jászai Mari térig (Nagykörút) közlekedő villamosvonal megépítése már meglévő villamospályák felhasználásával, ami által az M3-as metróvonal Nagyvárad téri metróállomásától villamossal közvetlenül elérhető lesz a pesti belváros Duna-parti sávja, ami a remények szerint a metróvonal központi szakaszának zsúfoltságán fog enyhíteni. Az építkezések 2020. május 23-án a IX. kerület Soroksári út / Haller utcai csomópontban kezdődtek el, ahol a 2-es és a 24-es viszonylatok szétváló vonalszakaszait összekötő, 1973-ban elbontott deltavágányzatát építették újjá. Az alkalmat kihasználva az egész csomópontot is felújították.

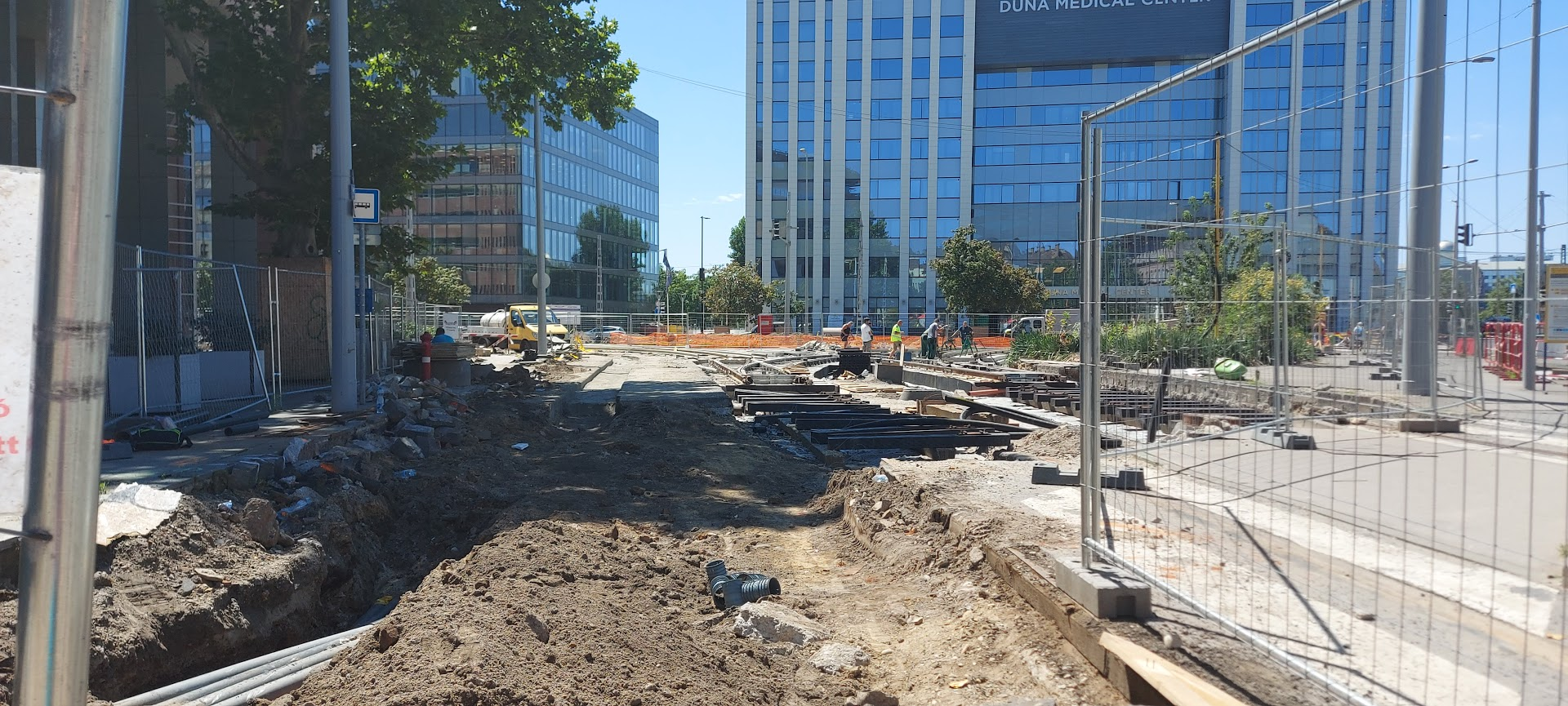
A deltavágány visszaépítése

A 2-es és a 24-es villamosok csak a Haller utca / Soroksári útig közlekedtek.
Az új vágánykapcsolatot 2020. november 6-án adták át, így azt újra használhatja a 2-es és a 24-es villamos, valamint az új 2M (2023 óta 23-as) viszonylat, ami szintén ezen keresztül közlekedik. A 2022. augusztus 13-án Jászai Mari tér és Pesterzsébet között elindított 2B viszonylat is itt halad át.

## További tervek
A városvezetés terveiben szerepel a Bajcsy-Zsilinszky és Váci úti villamosforgalom újraindítása a 14-es és a 47/49-es villamos összekötésével. Ha elkészül, 22 km-es vonalhosszával átveszi a főváros leghosszabb villamosvonala címet a 41-es villamostól.
Egy másik elképzelés ezen kívül az Astoria - Újpalota villamosvonal, ami a Rákóczi út - Thököly út - Csömöri út - Drégelyvár utca útvonalon kötné össze a XV. kerületet a belvárossal.
Ehhez kapcsolódó elképzelés szerint a jelenleg a Népszínház utcai végállomásig közlekedő 28-as, 37-es és 62-es villamosok a Rákóczi úti villamosba fonódva eljutnának az Astoriáig.
A 3-as villamost a Rákosrendező vasútállomás felett építendő felüljárón tervezik elvezetni a Béke térig, majd onnan az 1-es villamos vonalába fonódva a Göncz Árpád városközpontig. A déli oldalon pedig a Gubacsi hídon tervezik átvezetni Csepelre, majd onnan a Galvani hídon keresztül az Andor utcai villamosmegállóig, ahol a Fehérvári úti villamosokkal jönne létre átszállási kapcsolata.